# Daman
Daman er hovedby i det indiske unionsterritorium Daman og Diu, og er samtidig hovedby for distriktet Daman, som har været portugisisk koloni indtil 1961. Ved folketællingen 2011 var der 44.282 indbyggere.